# Oberhof (Duisburg)

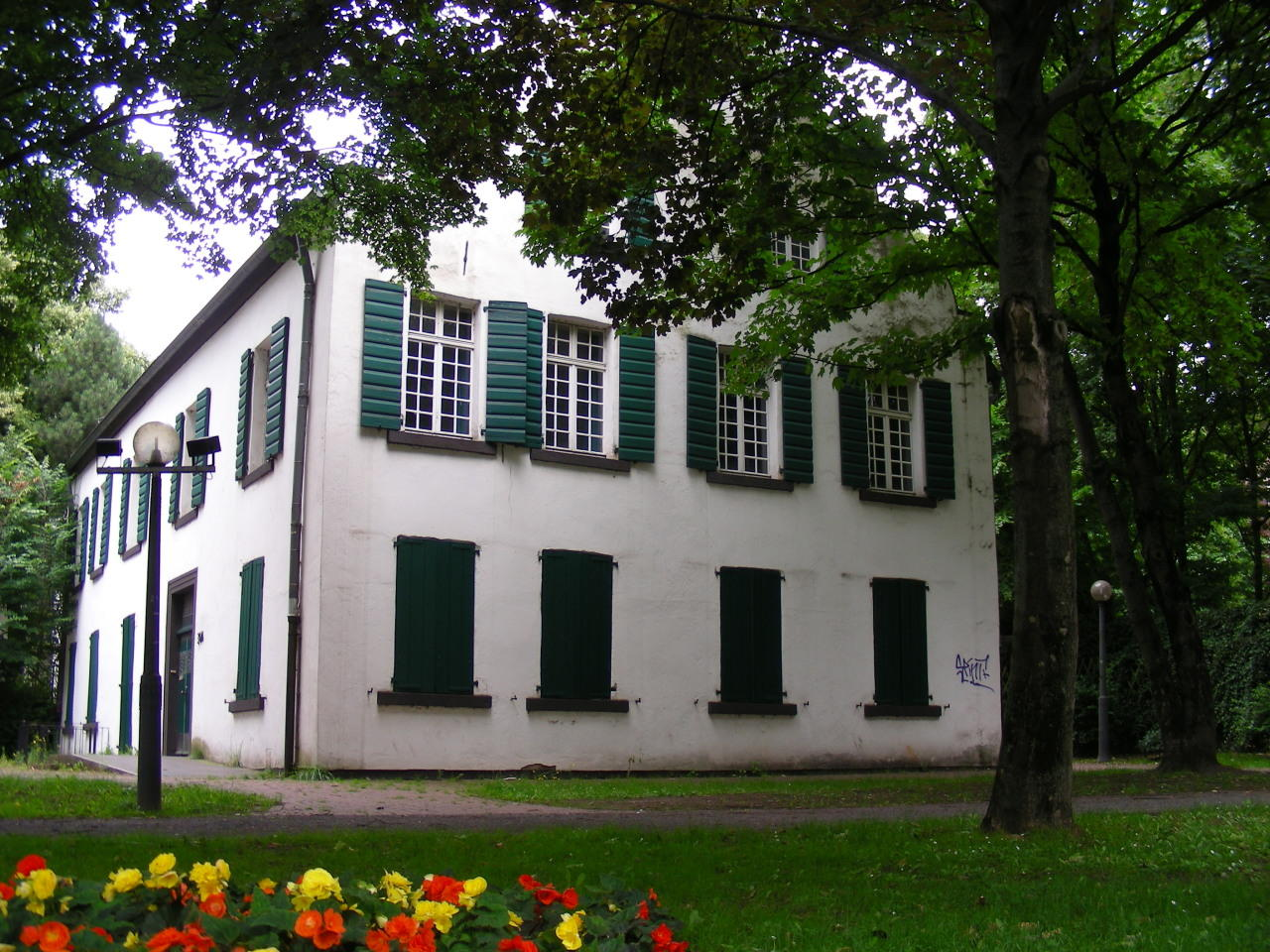
Oberhof

Der Oberhof ist ein frühmittelalterlicher Adelssitz im Duisburger Stadtteil Beeck.

## Geschichte
Der Oberhof wurde im 9. Jahrhundert am Beeckbach und der Landstraße nach Wesel und Dinslaken gegründet. Er war königlicher Verwaltungssitz. Um 900 erwirbt Otto der Erlauchte, Herzog von Sachsen (880–912), den Hof Beki von der Abtei Werden. Sicher ist, dass der Hof ab spätestens 947 einen Oberhofstatus über umliegende Siedlungen und Bauerschaften an der Emscher erlangte. Er war damit bereits im 10. Jahrhundert Verwaltungs- und Gerichtssitz.
Aus dem Jahr 1341 ist mit Gerard sculte in dem hove der erste bekannte Hofschulte bekannt. Im 14. Jahrhundert wurde der Oberhof von Familie Vörde besessen; von ca. 1400 bis 1550 von den Herren von Wrede. Danach waren der Hof so heruntergewirtschaftet, dass der neue Schulte Heinrich Hannis um 1559 neue Gebäude errichten ließ. Danach kam der Hof durch Heirat an verschiedene Familien.
1659 wurde der Oberhof durch ein Feuer vollständig vernichtet. Erst sechs Jahre später wurden neue Gebäude errichtet. Noch heute steht das zweistöckige, weiß gekalkte Haupthaus aus Backstein mit geschweiften und gestuften Giebeln von 1665. Eine Flurkarte von ca. 1730 zeigt ferner zwei rechteckige Gebäude, die vermutlich unter dem heutigen Wiesengelände zu finden sind.
Seit 1933 ist der Oberhof Eigentum der Wohnungsgesellschaft Rheinische Wohnstätten GmbH. Seit 1991 ist die Anlage denkmalgeschützt. Neben der Anlage findet seit 1549 alljährlich die Beecker Kirmes statt.

## Verein
Zur Förderung des Denkmalschutzes und der Denkmalpflege, der Kunst und Kultur und den interkulturellen Dialog im Stadtteil wurde der Verein Netzwerk Oberhof e. V. gegründet, der den Oberhof für Veranstaltungen bereitstellt.